# Potsdam Echelle Polarimeter-Spectrometer-Instrument
Potsdam Echelle Polarimeter-Spectrometer-Instrument (PEPSI) est le spectrographe à haute résolution installé au Large Binocular Telescope.
C'est un spectrographe échelle à deux voies : une rouge et une bleue, pour optimiser l'efficacité globale. Il est prévu pour fonctionner dans un domaine de longueur d'onde compris entre 380 et 900 nm.